# Burschenschaft Alemannia Bonn
La Burschenschaft Alemannia de Bonn est une fraternité fondée le 18 juillet 1844 par 21 étudiants.

## Histoire

### Phase fondatrice et Empire
Les fondateurs de la fraternité Alemannia appartenaient à la fraternité Fridericia, dissoute en 1847. Ils s'en sont séparés en 1844 pour fonder leur propre fraternité. Une autre scission de la Fridericia donne la Bonner Burschenschaft Frankonia formée en décembre 1845.

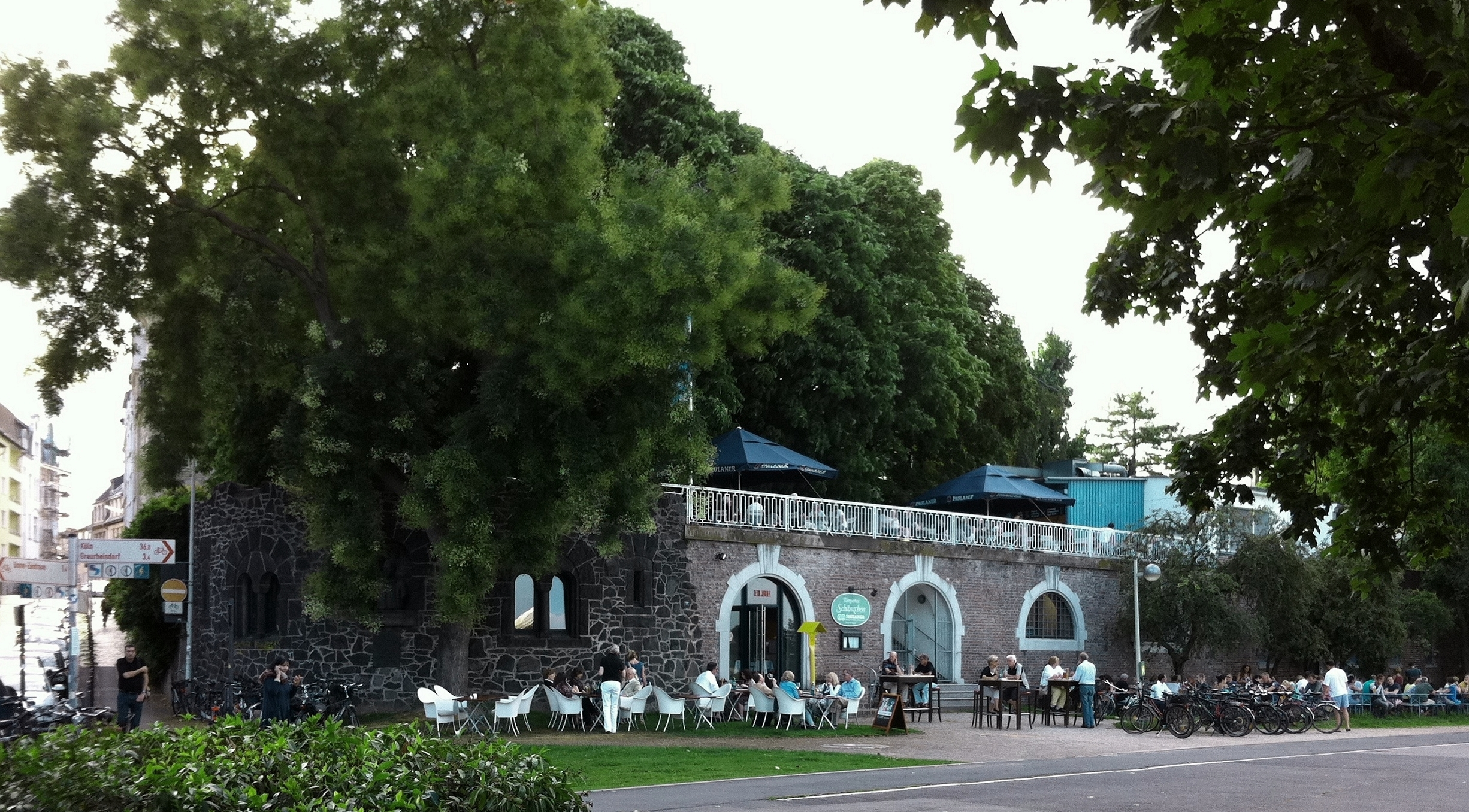
Le Schänzchen, partie de la maison de fraternité d'Alemannia Bonn.

Le siège d'Alemannia est le Schanze. En 1884, quelques anciens seigneurs acquièrent le Schänzchen (de), à l'époque un établissement très connu situé loin des portes de la ville, pour leur fraternité. La maison de la fraternité Alemannia est construite sur la propriété en 1904.
Après la mort de Bismarck en 1898, le corps étudiant de Bonn, dirigé par les Alémaniques de Bonn, initient le mouvement des colonnes de Bismarck, grâce auquel de nombreuses tours Bismarck sont construites.

### République de Weimar et national-socialisme
Après la Première Guerre mondiale, ceux qui reviennent de la guerre trouvent le Schänzchen occupé par des soldats britanniques. De plus, il leur est interdit d'étudier à Bonn. Comme solution de repli, la Burschenschaft Alemannia Münster est créée, qui vole bientôt de ses propres ailes, mais fusionne avec les Alémaniques de Bonn après la Seconde Guerre mondiale,.
À l'époque du national-socialisme, l'Alemannia refuse la demande de la fraternité allemande (de) d'exclure ses membres juifs et apparentés selon les dispositions des nouveaux paragraphes aryens. Sous la pression du régime nazi, Alemannia doit se dissoudre en 1936. À partir de 1938, leur maison sert de logement à la camaraderie bismarckienne, dont certains tentent de maintenir la tradition alémanique. Pendant la Seconde Guerre mondiale, 47 Alémaniques et 6 membres de la camaraderie bismarckienne sont tombés.

### Après-guerre et développements actuels
À partir de 1948, l'association est reconstruite, mais elle doit d'abord se réunir sous le nom d'Association d'amitié Ernst Moritz Arndt. En 1950, l'Alemannia est officiellement rétablie et rejoint la fraternité allemande la même année.
Alors que l'Alemannia n'est pas sanctionnée lors du Burschentag de 1969 pour avoir abandonné l'escrime, elle est suspendue par la fraternité allemande en janvier 1970, c'est-à-dire exclue pour une durée déterminée, car elle a abandonné le principe de l'escrime obligatoire. En juillet, elle est exclue définitivement, mais réintégrée dès le semestre d'hiver 1971/72. En juin 1974, l'auto-exclusion est constatée pour violation de la constitution de la fraternité allemande, ce n'est qu'en 1975 qu'un appel est interjeté et que la sanction fut levée. En 1976, l'Alemannia est à nouveau suspendue, la sanction est finalement levée en 1977.
En 1995, Alemannia Bonn quitte l'Association de la fraternité allemande en raison de différends sur les objectifs futurs. Au semestre d'hiver 1998/99, elle rejoint finalement la Nouvelle fraternité allemande (de), qu'elle quitte à nouveau en décembre 2018.

## Couleur
L'Alemannia porte les couleurs noir, rouge et or avec des percussions dorées, ses membres portent comme casquette un bonnet de Bonn rouge vin.

## Membres connus
- Bernhard Abeken (de) (1826–1901), député du Reichstag
- Max Abraham (1831–1900), éditeur de musique
- Albrecht Aschoff (de) (1899–1972), député du Bundestag
- Jürgen Aschoff (1913–1998), biologiste
- Ludwig Aschoff (de) (1866–1942), pathologiste
- Heinrich Averdunk (de) (1840–1927), enseignant
- Ernst Bansi (de) (1858–1940), maire de Quedlinbourg
- Dietrich Barfurth (de) (1849–1927), médecin
- Ludwig Friedrich Franz Beckhaus (de) (1853–1936), administrateur de l'arrondissement d'Hofgeismar
- Carl von Binzer (de) (1824–1902), écrivain
- Wilhelm von Bippen (de) (1844–1923), historien
- Franz Boas (1858–1942), anthropologue
- Artur Buchenau (de) (1879–1946), philosophe
- Friedrich Leopold Cornely (de) (1824–1885), député du Reichstag
- Richard Wilhelm Dove (de) (1833–1907), député du Reichstag
- Johann Georg Eschenburg (de) (1844–1936), maire de Lübeck
- Theodor Eschenburg (de) (1853–1921), médecin
- Alfred Fissmer (de) (1878–1966), maire de Siegen
- Joseph Freusberg (de) (1842–1917), administrateur de l'arrondissement d'Olpe et de l'arrondissement d'Arnsberg (de)
- Feodor Goecke (de) (1836–1907), député de la chambre des représentants de Prusse
- Julius Grober (de) (1875–1971), médecin
- Georg Günther (de) (1845–1923), écrivain
- Gustav Ferdinand Hertz (de) (1827–1914), homme politique
- Otto Georg Hoffmeister (de) (1826–1888), député de la chambre des représentants de Prusse
- Alfred Holder (de) (1840–1916), philologue
- Christian Hünemörder (de) (1937–2012), historien
- Karl Jarres (1874–1951), ministre du Reich à l'Intérieur
- Hanns Jess (de) (1887–1975), magistrat
- Bernhard Kaewel (de) (1862–1917), maire de Schweidnitz
- Felix Klingemann (de) (1863–1944), chimiste
- Hermann Leo Knickenberg (de) (1848–1939), administrateur de l'arrondissement de Beckum (de)
- Walther Koenig (de) (1860–1922), administrateur de l'arrondissement de Rees (de) et de l'arrondissement de Zell
- Lutz Korodi (de) (1867–1954), député du Reichstag hongrois
- Friedrich Richard Krauel (de) (1848–1918), diplomate
- Johannes Krech (de) (1834–1915), député de la chambre des représentants de Prusse
- Albrecht Landwehr (de), maire de Wuppertal
- Karl Lehr (1842–1919), maire de Duisbourg
- Julius Lenzmann (de) (1843–1906), député du Reichstag
- Walther Löhlein (de) (1882–1954), ophtalmologiste
- Karl Lohmann (1898–1978), chimiste
- Walter Lohmann (de) (1861–1947), député de la chambre des représentants de Prusse
- Otto Wilhelm Madelung (1846–1926), chirurgien
- Günther Möhlmann (de) (1910–1984), historien
- Paul Natorp (1854–1924), philosophe
- August Nebe-Pflugstädt (de) (1828–1902), homme politique
- Carl Neinhaus (de) (1888–1965), président du Landtag de Bade-Wurtemberg
- Hans Nockemann (de) (1903–1941) homme politique
- Carl Noeggerath (de) (1876–1952), pédiatre
- Ludwig Nohl (1831–1885), musicologue
- Otto Nollau (de) (1862–1922), maire de Remscheid
- Otto Oppermann (de) (1873–1946), historien
- Georg Perthes (de) (1869–1927), chirurgien
- George Rudolf Peterßen (de) (1826–1903), magistrat
- Rudolph Pfefferkorn (de) (1826–1883), homme politique
- Friedrich Philippi (1853–1930), archiviste
- Karl Ludwig von Plehwe (de) (1834–1920), magistrat
- Ernst Ferdinand Plump (de) (1839–1900), homme politique
- Friedrich Daniel von Recklinghausen (1833–1910), pathologiste
- Hermann Reuter (de) (1880–1970), bibliothécaire
- Franz Richarz (de) (1860–1920), physicien
- Christian Roth (de) (1873–1934), député du Reichstag
- Max Saelmans (de) (1876–1954), maire de Dinslaken
- Gustav Schliemann (de) (1841–1873), acteur
- Albert Schmidt (de) (1893–1945), député du Reichstag
- Karl von Schönstedt (de) (1833–1924), ministre prussien de la Justice
- Heinrich Schrohe (de) (1864–1939), historien
- Oskar Schultze (de) (1859–1920), anatomiste
- Hermann Seippel (de) (1884–1937), entrepreneur
- Paul Siller (de) (1866–?), homme politique
- Julius Smend (1857–1930), théologien
- Theodor Spieker (de) (1823–1913), mathématicien
- Rudolf Stahl (de) (1884–1946), industriel
- Julius Thikötter (de) (1832–1913), écrivain
- Friedrich Wilhelm Thümmel (de) (1856–1928), théologien
- Robert Hermann Tillmanns (de) (1844–1927), chirurgien
- Cornelius Balduin Trimborn (1824–1889), député du Reichstag
- Johannes Trojan (de) (1837–1915), écrivain
- Richard Wachsmuth (de) (1840–1908), pédagogue
- Gustav Wendt (de) (1848–1933), député du Reichstag
- August Wilmanns (de) (1833–1917), bibliothécaire
- Kurt Winkhaus (de) (1898–1970), magistrat
- Wilhelm Julius Reinhold Winzer (de) (1834–1919), président du district d'Arnsberg
- Robert Zelle (1829–1901), maire de Berlin